# سازمان ملی سنجش و ارزشیابی نظام آموزش کشور
سازمان سنجش آموزش کشور سازمانی دولتی در ایران است که تحت نظارت وزارت علوم، تحقیقات و فناوری وظیفه نظارت، ارزشیابی، اعتبارسنجی و تضمین کیفیت نظام آموزش کشور را برعهده دارد.
رئیس سازمان سنجش آموزش کشور معاون وزیر علوم است که با حکم وزیر علوم، تحقیقات و فناوری منصوب می‌شود. از آذر ١۴٠٣ ‌رضا محمدی با حکم وزیر علوم، تحقیقات و فناوری، ریاست سازمان سنجش را برعهده دارد.

## تاریخچه
سازمان سنجش آموزش کشور در سال ۱۳۴۷ با عنوان «مرکز آزمون‌شناسی ایران» با هدف تعیین نحوه گزینش دانشجویان برای ورود به دانشگاه‌ها توسط وزارت علوم و آموزش عالی ایران تأسیس شد. در سال ۱۳۵۴ با افزایش تعداد دانشجویان و گسترش دانشگاه‌های داخل ایران، سازمان سنجش آموزش کشور به سه حوزه معاونت فنی و پژوهشی، اجرایی و نظارت بر امور دانشگاه‌ها گسترش یافت و تا سال ۱۳۶۰ با همین تشکیلات به کار خود ادامه داد. در سال ۱۳۶۰ با توجه به طرح ادغام سازمان‌های وابسته به وزارت‌خانه، این سازمان منحل شده و وظایف آن به اداره‌کل گزینش دانشجو در حوزه معاونت دانشجویی وزارت علوم، تحقیقات و فناوری منتقل شد.
با توجه به گسترش فعالیت‌های تحقیقاتی و اجرایی به‌ویژه در زمینه پذیرش و گزینش دانشجو، افزایش تعداد داوطلبان ورود به نظام آموزش عالی و حساسیت بیش از پیش مراحل مختلف امر گزینش دانشجو، در فروردین ماه سال ۱۳۶۸، تشکیلات سازمان سنجش آموزش کشور با سه معاونت اجرایی، فنی و پژوهشی و گزینش به تصویب سازمان امور اداری و استخدامی رسید و در تاریخ ۲۸ مهر ۱۳۶۸ شرح وظایف و پست‌های مصوب نیز به سازمان ابلاغ شد.
در بهمن ماه ۱۳۷۸ سازمان سنجش آموزش کشور با توجه به گستردگی کمی و کیفی وظایف خود، تغییرات جزئی در تشکیلات اداری سازمان ایجاد کرد. این سازمان همچنین با سه معاونت اجرایی، معاونت فنی و آماری و معاونت تحقیقات آزمون و ارزیابی آموزشی به‌موجب تبصره ۲ ماده ۸ قانون استخدام کشوری به تأیید سازمان امور اداری و استخدامی کشور رسید. تشکیلات این سازمان در مهرماه سال ۱۳۹۱ با توجه به تعدد آزمون‌های مختلف و حجم فعالیت‌هایش در بخش‌های ارزشیابی آموزشی و برگزاری سایر آزمون‌های ملی، تغییرات گسترده‌ای کرده‌است.

## آزمون‌ها
سازمان سنجش آموزش کشور آزمون‌های مختلفی را برای تعیین سطح دانشجویان و ورود به مراکز آموزش عالی دولتی برگزار می‌کند که شامل: کنکور سراسری، آزمون سراسری دکتری تخصصی، کارشناسی ارشد، کاردانی فنی و حرفه‌ای، کاردانی به کارشناسی، جامع علمی کاربردی، و پیام نور می‌شود. همچنین این سازمان آزمون کارآموزی وکالت و آزمون‌های استخدامی متمرکز، سفارشی دستگاه‌های اجرایی و تعیین سطح زبان از جمله تافل، آیلتس، تولیمو، تأیید مدارک معادل کارشناسی را نیز برگزار می‌کند.

## پذیرش بدون کنکور
سازمان سنجش آموزش کشور در سال‌های ابتدایی فعالیت خود برای تمام مقاطع کنکور سراسری، کاردانی به کارشناسی، کارشناسی ارشد و دکتری آزمون علمی (کنکور سراسری)، برگزار می‌کرد. اما این روند دچار تغییراتی شده‌است. داوطلبان مقاطع مذکور می‌توانند از سوابق تحصیلی خود برای ورود بدون کنکور به دانشگاه در مقاطع گوناگون تحصیلی استفاده نمایند.

## واحدهای ارتباطی
واحد ارتباطات مردمی: تهران، خیابان کریم‌خان زند، خیابان استاد نجات‌اللهی (ویلا)، کوچه شهید امانی، واحد ارتباطات مردمی
واحد اداری: تهران، خیابان کریم‌خان زند، بین خیابان‌های استاد نجات‌اللهی (ویلا) و سپهبد قرنی، پلاک ۲۰۴

## شرکت تعاونی خدمات آموزشی کارکنان سازمان سنجش آموزش کشور

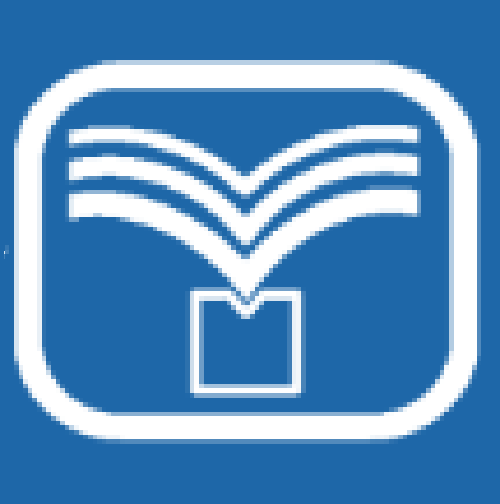
شرکت تعاونی سنجش

شرکت تعاونی خدمات آموزشی کارکنان سازمان سنجش آموزش کشور، مجموعه‌ای است مردمی و خدمات‌رسان که نزدیک به سه دهه فعالیت و حضور مستمر را در کارنامه دارد و میلیون‌ها دانش‌آموزش و دانشجو در طی این سال‌ها از خدمات آموزشی ارائه شده توسط این شرکت استفاده کرده‌اند. 
شرکت تعاونی خدمات آموزشی کارکنان سازمان سنجش آموزش کشور، در سال ۱۳۷۳ پس از طی مراحل قانونی و تأیید اساسنامه توسط وزارت تعاون تأسیس گردید و با توجه به اهداف تعیین شده در اساسنامه مصوب خود، فعالیت‌های آزمونی و آموزشی خود را برنامه‌ریزی و آغاز نمود.
روند فعالیت‌های شرکت تعاونی خدمات آموزشی با فعالیت مستمر در امر آموزش و برگزاری انواع آزمون‌های آزمایشی و استخدامی و با طراحی سؤالات آزمون‌های آزمایشی خود و ایجاد بستر در امر برگزاری این آزمون‌ها تاکنون ادامه یافته است.

## لوگوی سازمان سنجش آموزش کشور در گذر زمان

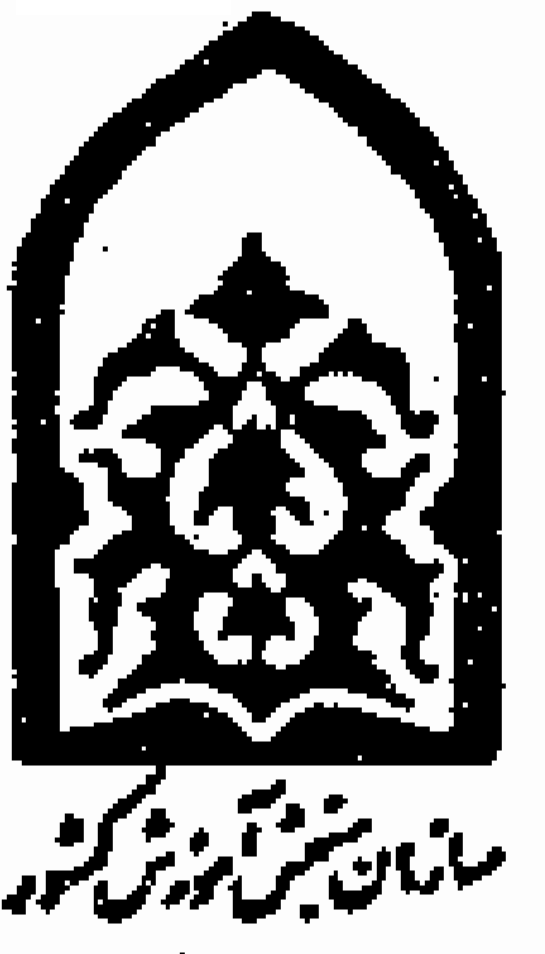
لوگوی پیشین سازمان سنجش آموزش کشور

براساس اسناد موجود در تارنمای معاونت آموزشی دانشگاه تهران و دفترچه‌های ثبت‌نام کنکور سراسری در دهه ۶۰، این سازمان پس از انقلاب اسلامی و پیش از تغییر نام وزراتخانه فرهنگ و آموزش عالی به علوم، تحقیقات و فناوری (سال‌های آغازین دهه ۸۰) از لوگوی دیگری استفاده می‌کرده‌است.
طبق اسناد یاد شده اولین استفاده‌ها از لوگوی جدید به سال ۱۳۸۲ بازمی‌گردد‌.

لوگوی سازمان سنجش

## رؤسای سازمان
رئیس سازمان سنجش به‌عنوان معاون وزیر علوم، تحقیقات و فناوری شناخته و با نظر وزیر علوم منصوب می‌شود.
- مسلم بهادری (۱۳۴۸ تا ۱۳۵۷)
- محمد رجائیان (۱۳۵۸ تا ۱۳۵۹)[۵]
- حسن عضدی پیچاهی (۱۳۶۰)
- سید مهدی میرشمسی (۱۳۶۰ تا بهمن ۱۳۶۸)[۶]
- غلامحسین رحیمی شعرباف (بهمن ۱۳۶۸ تا اسفند ۱۳۸۴)
- عبدالرسول پورعباس (اسفند ۱۳۸۴ تا بهمن ۱۳۸۸)[۷]
- محمدحسین سرورالدین (بهمن ۱۳۸۸ تا خرداد ۱۳۹۱)[۸]
- ابراهیم خدایی (خرداد ۱۳۹۱ تا دی ۱۴۰۰)[۹][۱۰]
- عبدالرسول پورعباس (دی ۱۴۰۰ تا آذر ۱۴۰۳)[۱۱]
- رضا محمدی (آذر ۱۴۰۳ تاکنون)[۱۲]